# Palloptera quinquemaculata
Palloptera quinquemaculata är en tvåvingeart som först beskrevs av Macquart 1835.  Palloptera quinquemaculata ingår i släktet Palloptera och familjen prickflugor. Inga underarter finns listade i Catalogue of Life.